# ان‌جی‌سی ۲۳۲
ان‌جی‌سی ۲۳۲ (انگلیسی: NGC 232) نام یک کهکشان مارپیچی در صورت فلکی نهنگ است.